# Salvatore Cognetti de Martiis
Salvatore Cognetti de Martiis (født 19. januar 1844 i Bari, død 8. juni 1901 i Torino) var en italiensk socialøkonom og historiker.
Cognetti de Martiis var fra 1876 professor ved Universitetet i Torino. Hans betydeligste arbejder er: Le forme primitive nell' evoluzione economica (1881), L'economia come scienza autonome (1886), Socialismo antico (1889) og Storia del comunismo e socialismo nell' antichità (1893). Cognetti de Martiis er stærkt påvirket af de moderne naturvidenskaber og deres metode; han betragter naturlovene i almindelighed og de biologiske love i særdeleshed som grundlag for det økonomiske samfund og dets love: sociologien - samfundets naturvidenskab - har at bygge på eksperiment og erfaring og at betjene sig af induktion. Cognetti de Martiis var redaktør af den 4. række af samleværket Biblioteca dell' Economista, til hvis enkelte dele han skrev historisk-kritiske indledninger (1894 følgende).